# Päikese poole
«Päikese poole» (рус. «К солнцу») — Вторая песня эстонской группы Urban Symphony. Премьера 22 июля 2009 года на эстонском радио Star FM. Автор композиции — продюсер Свен Лыхмус. В цифровом формате песня вышла 24 июля 2009 года.

## Продолжительность
1. «Päikese poole» — 3:26

## Позиция в чартах
| Чарт (2009)            | Наилучшая Позиция |
| ---------------------- | ----------------- |
| Estonian Airplay Chart | 16                |